# Verenigde Staten op de Olympische Zomerspelen 1960
De Verenigde Staten namen deel aan de Olympische Zomerspelen 1960 in Rome, Italië. Met 71 medailles moeten de Amerikanen de Sovjet-Unie ruim voor laten gaan. De Sovjet-Russen haalden meer dan 100 medailles.

## Medailles
| Sport | Olympiër(s) | Onderdeel                       | Medaille |
| --- | --- | ------------------------------- | -------- |
| Atletiek | Otis Davis | 400m, mannen                    | Goud     |
| Atletiek | Lee Calhoun | 110m horden (m)                 | Goud     |
| Atletiek | Glenn Davis | 400m horden (m)                 | Goud     |
| Atletiek | Jack Yerman Earl Young Glenn Davis Otis Davis | 4x400m (m)                      | Goud     |
| Atletiek | Don Bragg | polsstokhoogspringen (m)        | Goud     |
| Atletiek | Ralph Boston | verspringen (m)                 | Goud     |
| Atletiek | Bill Nieder | kogelstoten (m)                 | Goud     |
| Atletiek | Al Oerter | discuswerpen (m)                | Goud     |
| Atletiek | Rafer Johnson | tienkamp (m)                    | Goud     |
| Atletiek | Wilma Rudolph | 100m (v)                        | Goud     |
| Atletiek | Wilma Rudolph | 200m (v)                        | Goud     |
| Atletiek | Martha Hudson Lucinda Williams Barbara Jones Wilma Rudolph | 4x100m estafette (v)            | Goud     |
| Basketbal | \| Basketbalteam mannen \| Basketbalteam mannen \| \| --------------------------------------------------------------------------------------------------------------------------------------------------------------------------- \| -------------------- \| \| Jay Arnette Walt Bellamy Bob Boozer Terry Dischinger Burdette Haldorson Darrall Imhoff Allen Earl Kelley Lester E. Lane Jerry Lucas Oscar Robertson Adrian Smith Jerry West \| \| | mannen                          | Goud     |
| Boksen | Wilbert McClure | halfmiddengewicht (m)           | Goud     |
| Boksen | Cassius Clay | halfzwaargewicht (m)            | Goud     |
| Boksen | Eddie Crook | middengewicht (m)               | Goud     |
| Gewichtheffen | Charles Vinci | bantamgewicht (m)               | Goud     |
| Roeien | Arthur Ayrault Ted Nash John Sayre Richard Wailes | vier-zonder-stuurman (m)        | Goud     |
| Schietsport | William McMillan | 25m snelvuurpistool             | Goud     |
| Schoonspringen | Gary Tobian | 3m plank (m)                    | Goud     |
| Schoonspringen | Robert Webster | 10m platform (m)                | Goud     |
| Worstelen | Terrence McCann | bantamgewicht vrije stijl (m)   | Goud     |
| Worstelen | Shelby Wilson | lichtgewicht vrije stijl (m)    | Goud     |
| Worstelen | Douglas Blubaugh | weltergewicht vrije stijl (m)   | Goud     |
| Zeilen | George O’Day Jim Hunt Dave Smith | 5,5 m klasse                    | Goud     |
| Zwemmen | Bill Mulliken | 200m schoolslag (m)             | Goud     |
| Zwemmen | Mike Troy | 200m vlinderslag (m)            | Goud     |
| Zwemmen | George Harrison Dick Blick Mike Troy Jeff Farrell | 4x200m vrije slag-estafette (m) | Goud     |
| Zwemmen | Frank McKinney Paul Hait Lance Larson Jeff Farrell | 4x100m wisselslag-estafette (m) | Goud     |
| Zwemmen | Chris von Saltza | 400m vrije slag (v)             | Goud     |
| Zwemmen | Lynn Burke | 100m rugslag (v)                | Goud     |
| Zwemmen | Carolyn Schuler | 100m vlinderslag (v)            | Goud     |
| Zwemmen | Joan Spillane Shirley Stobs Carolyn Wood Chris von Saltza | 4x100m vrije slag estafette (v) | Goud     |
| Zwemmen | Lynn Burke Patty Kempner Carolyn Schuler Chris von Saltza | 4x100m wisselslag-estafette (v) | Goud     |
| | |                                 |          |
| Atletiek | David Sime | 100m (m)                        | Zilver   |
| Atletiek | Lester Carney | 200m (m)                        | Zilver   |
| Atletiek | Willie May | 110m horden (m)                 | Zilver   |
| Atletiek | Clifton Cushman | 400m horden (m)                 | Zilver   |
| Atletiek | Ron Morris | polsstokhoogspringen (m)        | Zilver   |
| Atletiek | Irvin Roberson | verspringen (m)                 | Zilver   |
| Atletiek | Parry O'Brien | kogelstoten (m)                 | Zilver   |
| Atletiek | Rink Babka | discuswerpen (m)                | Zilver   |
| Gewichtheffen | Isaac Berger | vedergewicht (m)                | Zilver   |
| Gewichtheffen | Tommy Kono | middelgewicht (m)               | Zilver   |
| Gewichtheffen | James George | halfzwaargewicht (m)            | Zilver   |
| Gewichtheffen | James Bradford | zwaargewicht (m)                | Zilver   |
| Paardensport | Frank Chapot William Steinkraus George H. Morris | springen team                   | Zilver   |
| Schietsport | James Hill | kleinkalibergeweer 50 m liggend | Zilver   |
| Schoonspringen | Samuel Hall | 3m plank (m)                    | Zilver   |
| Schoonspringen | Gary Tobian | 10m platform (m)                | Zilver   |
| Schoonspringen | Paula Pope | 3m plank (v)                    | Zilver   |
| Schoonspringen | Paula Pope | 10m platform (v)                | Zilver   |
| Zwemmen | Lance Larson | 100m vrije slag (m)             | Zilver   |
| Zwemmen | Frank McKinney | 100m rugslag (m)                | Zilver   |
| Zwemmen | Chris von Saltza | 100m vrije slag (v)             | Zilver   |
| | |                                 |          |
| Atletiek | Hayes Jones | 110m horden (m)                 | Brons    |
| Atletiek | Richard Howard | 400m horden (m)                 | Brons    |
| Atletiek | John Thomas | hoogspringen (m)                | Brons    |
| Atletiek | Dallas Long | kogelstoten (m)                 | Brons    |
| Atletiek | Richard Cochran | discuswerpen (m)                | Brons    |
| Atletiek | Earlene Brown | kogelstoten (v)                 | Brons    |
| Boksen | Quincey Daniels | halfweltergewicht (m)           | Brons    |
| Gewichtheffen | Norbert Schemansky | zwaargewicht (m)                | Brons    |
| Moderne vijfkamp | Robert Beck | individueel (m)                 | Brons    |
| Moderne vijfkamp | Robert Beck Jack Daniels George Lambert | team (m)                        | Brons    |
| Roeien | Richard Draeger Conn Findlay Henry Kent Mitchell | twee-met-stuurman (m)           | Brons    |
| Schermen | Albert Axelrod | floret (m)                      | Brons    |
| Zeilen | William Parks Robert Halperin | Star klasse                     | Brons    |
| Zwemmen | George Breen | 1500m vrije slag (m)            | Brons    |
| Zwemmen | Robert Bennett | 100m rugslag (m)                | Brons    |
| Zwemmen | David Gillanders | 200m vlinderslag (m)            | Brons    |
| Basketbalteam mannen | |                                 |          |
| Jay Arnette Walt Bellamy Bob Boozer Terry Dischinger Burdette Haldorson Darrall Imhoff Allen Earl Kelley Lester E. Lane Jerry Lucas Oscar Robertson Adrian Smith Jerry West | |                                 |          |

Afghanistan · Argentinië · Australië · Bahama's · België · Bermuda · Birma · Brazilië · Brits-Guiana · Bulgarije · Canada · Ceylon · Chili · Colombia · Cuba · Denemarken · Duits eenheidsteam · Ethiopië · Fiji · Filipijnen · Finland · Frankrijk · Ghana · Griekenland · Groot-Brittannië · Haïti · Hongarije · Hongkong · Ierland · IJsland · India · Indonesië · Irak · Iran · Israël · Italië · Japan · Joegoslavië · Kenia · Libanon · Liberia · Liechtenstein · Luxemburg · Malakka · Malta · Marokko · Mexico · Monaco · Nederland · Nederlandse Antillen · Nieuw-Zeeland · Nigeria · Noorwegen · Oeganda · Oostenrijk · Pakistan · Panama · Peru · Polen · Portugal · Puerto Rico · Roemenië · San Marino · Singapore · Soedan · Sovjet-Unie · Spanje · Suriname · Taiwan · Thailand · Tsjecho-Slowakije · Tunesië · Turkije · Uruguay · Venezuela · Verenigde Arabische Republiek · Verenigde Staten · Vietnam · West-Indische Federatie · Zuid-Afrika · Zuid-Korea · Zuid-Rhodesië · Zweden · Zwitserland